# Malév Hungarian Airlines
Malév Hungarian Airlines, (húngaro Magyar Légiközlekedési Vállalat), foi a linha aérea nacional da Hungria. A companhia aérea húngara cessou suas operações na manhã de 3 de Fevereiro 2012. A empresa foi membro da aliança oneworld.

## Frota

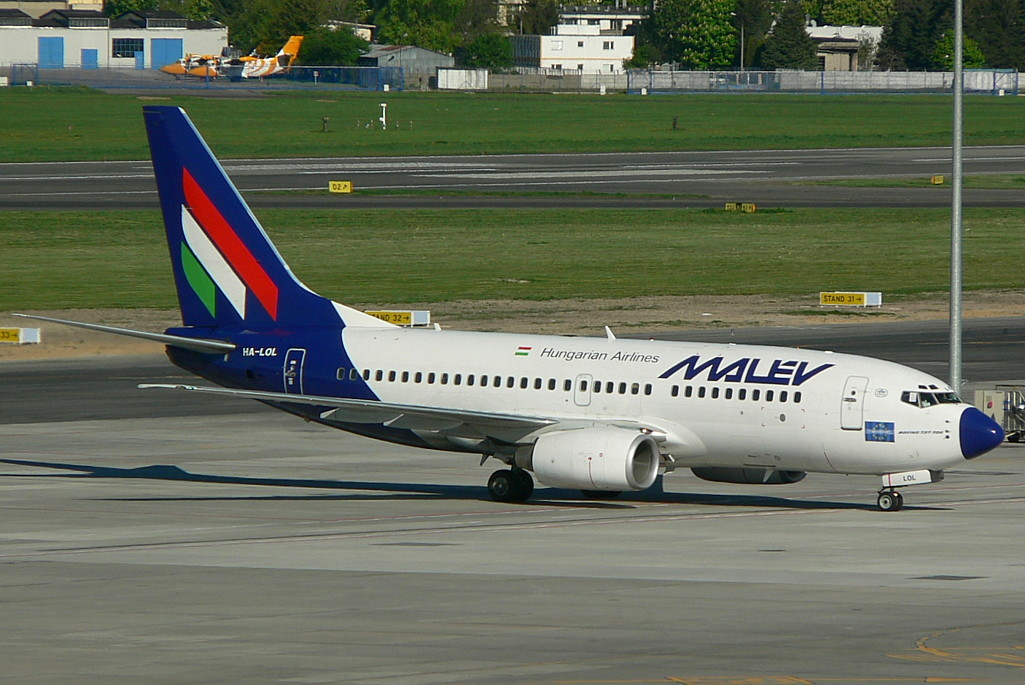
Boeing 737-700 da Malév.

Em 3 de fevereiro de 2012, quando cessou suas operações.
- 6 Boeing 737-600
- 7 Boeing 737-700
- 5 Boeing 737-800
- 4 Bombardier Dash Q400